# ساندرا ککچینی
 ساندرا ککچینی (ایتالیایی: Sandra Cecchini؛ زادهٔ ۲۷ فوریهٔ ۱۹۶۵) یک تنیس‌باز اهل ایتالیا است.